# Ina Brouwer

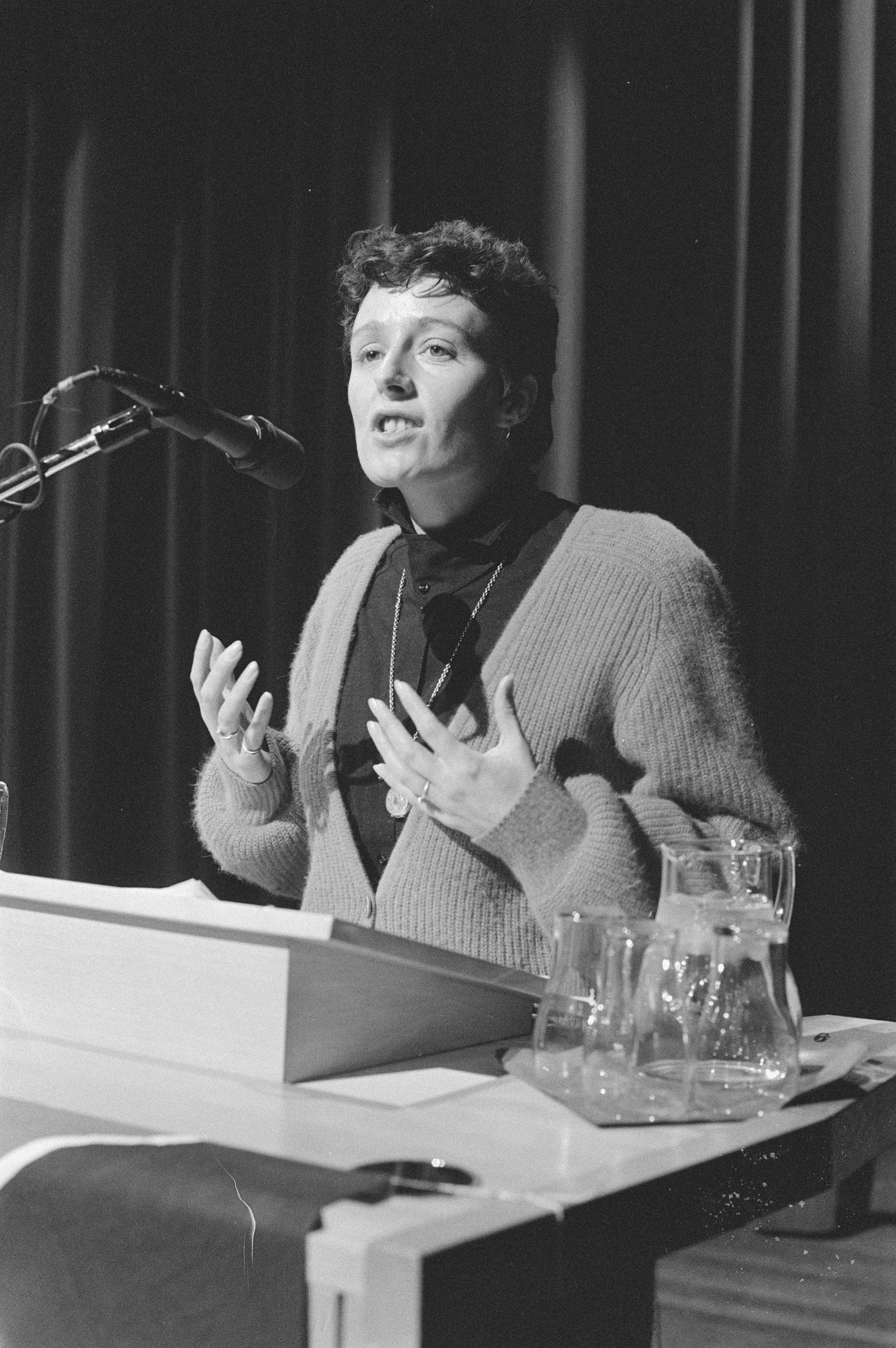
Ina Brouwer en 1985.

Ina Brouwer (11 de abril de 1950, Rotterdam) es una abogada y política neerlandesa, fue parte del disuelto Partido Comunista de los Países Bajos (CPN, por sus siglas en neerlandés) y, posteriormente, fundadora de la Izquierda Verde (GL, por sus siglas en neerlandés).

### Biografía
Brouwer estudió derecho en la Universidad de Groninga, allí se introdujo en el derecho de bienestar social. Inspirada en esta vertiente del derecho, Brouwer se integró al Partido Comunista de los Países Bajos.
En 1981, se transformó en miembro de la Cámara de Representantes, representando a su partido, además de suceder a Marcus Bakker como jefe de bancada; se mantuvo en el parlamento hasta 1986, cuando el CPN perdió tres puestos en las elecciones generales de ese año.
Hizo grandes esfuerzos por la formación de una nueva entidad de izquierda, a través de la unión del CPN, junto con los partidos de izquierda cristiana Partido Político Radical y el Partido Popular Evangélico además del Partido Socialista Pacifista, de izquierda socialista; esto se logró en 1989, al formar GroenLinks (Izquierda Verde). Luego de las elecciones generales de 1989, Brouver regresó a la Cámara de Representantes, representando a la GL; entre 1990 y 1991, fue una de las primeras parlamentarias en abandonar sus labores, por poco tiempo, para dar a luz. Para las elecciones generales de 1994, el dúo Ina Brouwer/Mohammed Rabbae fue la principal candidatura, luego de vencer preliminarmente al dúo de Paul Rosenmöller/Leonie Sipkes, Brouwer y Rabbae no tuvieron mucho éxito en las elecciones generales, y el partido perdió uno de sus seis puestos. Brouwer anunció su dimisión y no tomaría su puesto en el parlamento.
Entre 1995 y 2003, Brouwer trabajó en el Ministerio de Asuntos Sociales y Trabajo como directora de los derechos de la mujer y oficial de intendencia para la Academia del ministerio. En 2003, publicó un libro: "El Techo de cristal, mujeres en la cima, deseos y obstáculos" (Het glazen plafond. Vrouwen aan de top, verlangens & obstakels), acerca del papel de las mujeres en el mercado laboral. En 2005, se transformó en asesora senior en Twynstra Gudde, donde aesora a instituciones públicas en diversidad, asuntos sociales y reformas gubernamentales.
En enero de 2007, Brouwer anunció su integración al Partido del Trabajo, sin abandonar la GL, como protesta hacia la decisión de la Izquierda Verde en abandonar las negociaciones con su nuevo partido, la Llamada Demócrata Cristiana y la Unión Cristiana, durante la formación del gabinete 2006-2007. Brouwer pensó que fue una oportunidad perdida.